# Bahnstrecke Peschawar–Landi Khana
| Peschawar–Landi Khana                                                              | Peschawar–Landi Khana  |
| ---------------------------------------------------------------------------------- | ---------------------- |
| Die Chaiber-Pass-Bahnlinie, 1993 als Touristenattraktion mit einer Dampflokomotive |                        |
| Spurweite:                                                                         | 1676 mm (Kolonialspur) |
|                                                                                    |                        |

Die Bahnstrecke Peschawar–Landi Khana (Englisch: Khyber-Pass-Railway) ist eine eingleisige, nicht-elektrifizierte Eisenbahnstrecke im Hindukush über den Chaiber-Pass in Pakistan.

## Streckenführung
Die Strecke führt heute noch von der westpakistanischen Stadt Peschawar nach Landi Kotal. Der weiterführende Abschnitt bis zur pakistanisch-afghanischen Grenzstation Landi Khana beim Grenzort Torcham bei wurde bereits kurz nach der Inbetriebnahme wieder stillgelegt, ist aber nach wie vor erhalten.
Die Strecke beginnt im Bahnhof von Peschawar. Am Stadtrand kreuzt sie die Landebahn des Flughafens, wodurch es heutzutage fast immer zu langen Wartezeiten bei der Abfahrt kommt. Bis Jamrud auf 461 Meter Höhe verläuft sie relativ flach durch eine Vorgebirgsebene. Von dort geht es auf 16 Kilometer Länge und durch mehrere Tunnel sowie zwei Spitzkehren weiter nach Shahgai, das knapp unterhalb des Scheitelpunktes der Strecke auf 818 Meter liegt. Die Strecke verläuft anschließend ebenfalls recht gebirgig auf einer Strecke von 18 Kilometer bis Landi Kotal, das auf einer Höhe von 760 Metern liegt.
Der Bahnhof von Landi Kotal besitzt mit sechs Gleisen eine sehr umfangreiche Gleisanlage, für den ursprünglich planmäßigen Betrieb von drei Zügen pro Woche völlig überdimensioniert, aber von militärstrategischer Bedeutung.
Die drei Kilometer lange Weiterführung bis Landi Khana wurde bereits kurz nach der Inbetriebnahme wieder stillgelegt. Sie besitzt auf der kurzen Streckenlänge Tunnel und eine weitere Spitzkehre.
Da die Strecke vor allem aus militärischen Gründen errichtet wurde, spielten die Kosten beim Bau kaum eine Rolle. Aus diesem Grund ist die Strecke vergleichsweise aufwendig trassiert. So gibt es auf der heute erhaltenen Strecke bis Landi Kotal auf 40 Kilometer Länge insgesamt vier Spitzkehren, 92 Brücken, 34 Tunnel und sehr umfangreiche Gleisanlagen.

## Geschichte
Erste Pläne zum Bau einer Bahnlinie von Peschawar nach Kabul entstanden im zweiten Afghanistan-Krieg 1879. Durch die schwierige Geografie wurde der Bau aber als zu kompliziert und kostspielig eingestuft, weshalb die Strecke bis 1901 nur bis zu den ersten Gebirgsausläufern bei Fort Jamrud gebaut wurde.
1919 wurde in einem Gutachten die Realisierbarkeit der Gesamtlinie erklärt und bereits 1920 konnte, nachdem sich die ortsansässigen Pathanenstämme einverstanden erklärt hatten, der Bau beginnen. Am 3. November 1925 wurde schließlich Landi Kotal, wo sich eine Festung der britischen Armee befand, erreicht. Bis 1926 wurde die restliche Strecke bis zum Grenzort Landi Khana fertiggestellt.
Beim Bau wurde zwar die Fortsetzung des Baus Richtung Kabul bereits geplant und einzelne Vorarbeiten für eine Verlängerung bis Tork-ham bereits getan, gebaut wurde diese Strecke allerdings nie.
Bereits 1932 wurde der Streckenabschnitt zwischen Landi Kotal und Landi Khana aufgegeben, allerdings nie abgebaut. Es sind noch sämtliche Gleise und Signale vorhanden, wenngleich die Strecke teilweise von Felsstürzen verschüttet wurde.
Mit der Unabhängigkeit Pakistans 1947 wurde die Strecke von der neu gegründeten Pakistanischen Staatseisenbahn übernommen.
Seit den 1970er Jahren fuhr nur noch ein wöchentlicher Zug, jeweils am Freitag, der zumeist nur aus zwei Personenwagen und gelegentlich Güterwagen bestand. Mit Beginn des Sowjetisch-afghanischen Krieges 1980 wurde der Personenverkehr vollständig eingestellt, der Güterverkehr kam weitgehend zum Erliegen.
Während der 1990er Jahre versuchte die pakistanische Regierung, die Strecke als Touristenattraktionen zu vermarkten. Dabei verkehrten, soweit es die Sicherheitslage zuließ, gelegentlich Sonderzüge mit Dampflokbespannung.
Das Gebiet des Chaiber-Pass war zu keiner Zeit tatsächlich unter britischer oder pakistanischer Kontrolle, sondern wurde immer von den lokalen Paschtunenstämmen beherrscht. Aus diesem Grund wurden die Khyber Rifles gegründet, eine bewaffnete Miliz aus Stammesangehörigen, die für den Schutz der Strecke von der pakistanischen Zentralregierung bezahlt werden.